# Villeneuve-en-Perseigne
Villeneuve-en-Perseigne è un comune francese del dipartimento della Sarthe nella regione dei Paesi della Loira.
È stato creato il 1º gennaio 2015 dalla fusione dei preesistenti comuni di Chassé, La Fresnaye-sur-Chédouet, Lignières-la-Carelle, Montigny, Roullée, e Saint-Rigomer-des-Bois.
Il capoluogo è la località di La Fresnaye-sur-Chédouet.

## Evoluzione demografica
Abitanti censiti